# Pison spinolae
Pison spinolae är en biart som beskrevs av William Edward Shuckard 1837. Pison spinolae ingår i släktet Pison och familjen grävsteklar. Inga underarter finns listade i Catalogue of Life.